# Піраха (мова)
Піра́ха (також пірахан, порт. pirahã, pirarrã, ендонім – apáitisí) — діалект муранської мови (mura), нині єдиний її репрезентант, оскільки інші, зокрема bohurá та yahahí, належать вже до мертвих. Ареал поширення – Бразилія (Амазонія). Кількість носіїв – менше тисячі (жителі плем’я Піраха). Генетично переважна більшість мов південної Америки – у складі індіанської (американської) мовної сім’ї, натомість піраха, а точніше муранська мова, з ними не споріднена – вона є мовним ізолятом (умовно утворює окрему муранську мовну сім’ю).

## Основні риси
Фонетика: тональна мова з бідним фонемним складом (її називають мовою з найменшою кількістю фонем у світі – їх лише 11), тим не менш серед приголосних – рідкісний губно-губний вібрант [в].
Граматика: синтетична аглютинативна мова.
Серед дослідників діалекту – лінгвіст і місіонер Д. Еверетт.